# 埃迪·范海伦
爱德华·洛德韦克·“埃迪”·范海伦（荷蘭語：Edward Lodewijk "Eddie" van Halen，1955年1月26日—2020年10月6日）是一位荷兰裔美国吉他手、键盘乐手、作曲家和音乐制作人，摇滚乐团范海伦的主音吉他手和创始人之一。Allmusic资料库称范海伦“毫无疑问为20世纪最具影响力、最有独创性和最有天赋的摇滚吉他手之一”。

## 生平
范海伦出生于荷兰阿姆斯特丹，1962年移居美国。
2020年10月6日，范海倫因喉癌逝世，享壽65歲。

## 䡍事

### 談合作經歷
2011年5月25日，他接受了《史密森尼》（Smithsonian）雜誌的採訪，當被問及在他與其他藝人合作的作品中，哪個是他的最愛，艾迪回答說，“邁克爾·傑克遜(Michael Jackson)的《避開》(Beat It)是我的最愛。 
“昆西·瓊斯(Quincy Jones )打電話給我讓我為這首歌伴奏。當我去到錄音室，只花了15分鐘重新編排歌曲，彈奏了兩段solo，並讓他們選擇他們最喜歡的一段。然後邁克爾走了進來，他說'哇，我真的很喜歡那段高速solo。錄製這首歌曲有很多樂趣。花了很短的時間做出的東西能夠達到超出你想像的效果，真是瘋狂。”